# Anane
Anane é um anjo caído na mitologia cristã, e aparece no Primeiro Livro de Enoque.